# Aristeo

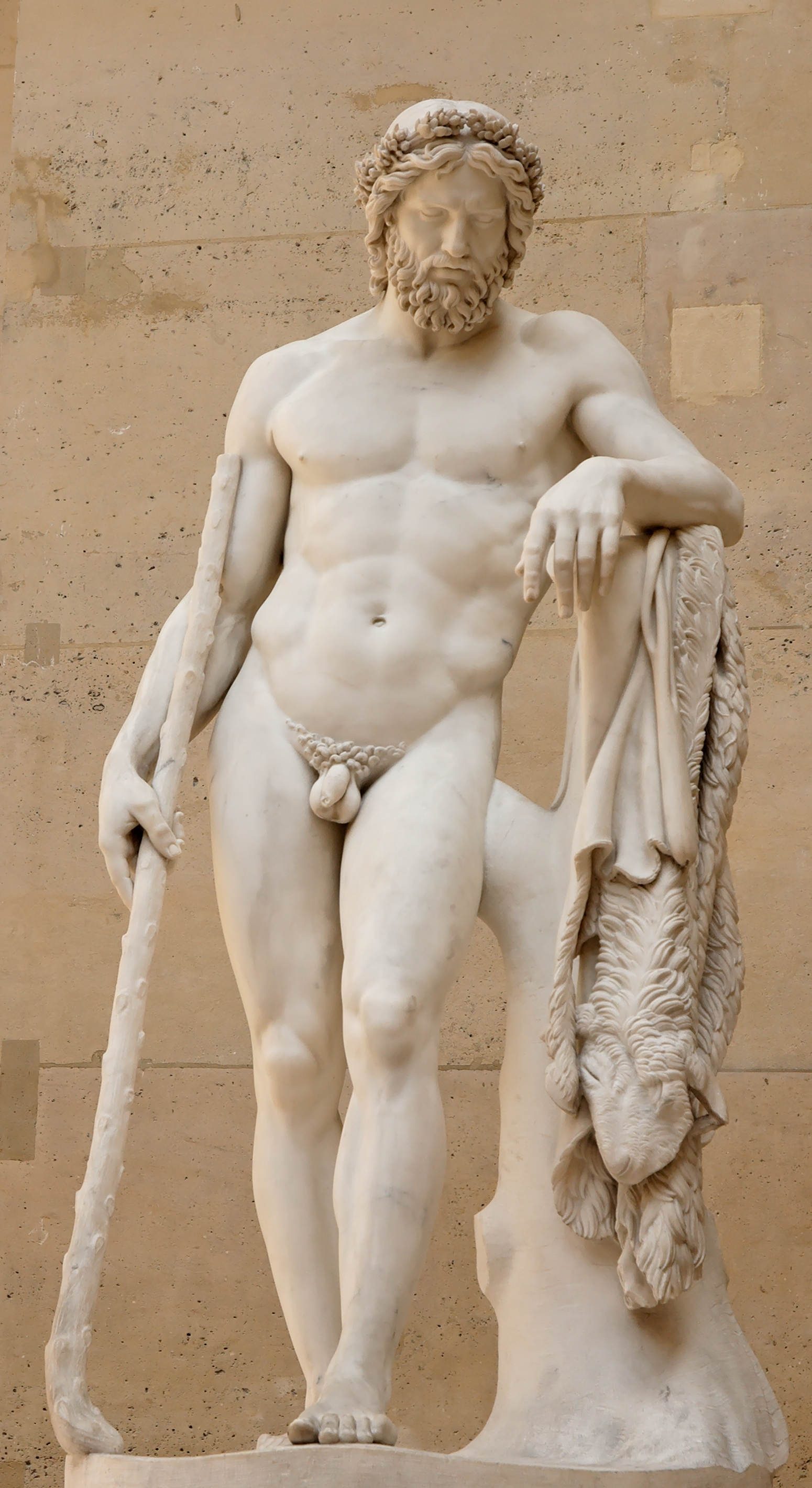
Aristeo por François Joseph Bosio (1768-1845), Museo del Louvre.

En la mitología griega Aristeo (Ἀρισταῖος, Aristaíos: «el mejor» o «el guardián de las abejas») era un héroe cultural mitológico que fue venerado en diversas partes de Grecia. A Aristeo, como una deidad local, se lo asocia con el medio rural (pastores y cazadores) y la elaboración del queso, la miel y el aceite. También está asociado con los vientos etesios. Aristeo fue objeto de culto en Tesalia, Ceos y Beocia, pero sobre todo en las islas de los mares Egeo, Jónico y Adriático.

### Ascendencia
En cuanto a su filiación, la tradición más extendida nos dice que Aristeo era hijo de Apolo y Cirene, la hija de Peneo.  Según Píndaro, cuando Aristeo nació Hermes se hizo cargo de él para hacerle tomar la ambrosía y ser hecho inmortal por Gea. Baquílides nos habla de otras tradiciones locales sobre Aristeo: una lo hace hijo de Caristo, otra de Quirón, otra de Gea y Urano y la última de Cirene.  Otros más dicen que Aristeo, hijo de un tal Peón —si es que ambos Aristeos son el mismo personaje—, fue el padre de Hécate.

### Crianza y dones
Diodoro dice que en los alrededores del monte Pelión se criaba una joven de extraordinaria belleza llamada Cirene; Apolo se enamoró de la muchacha y la trasladó a Libia, a una región en la que, posteriormente, fundó una ciudad a la que dio el nombre de Cirene. En esta región, pues, Apolo engendró con Cirene a su hijo Aristeo y, cuando todavía era un niño de pecho lo entregó a las ninfas para que lo criaran. Estas dieron al niño tres nombres, es decir, lo llamaron Nomio («pastor»), Aristeo («el más noble») y Agreo («cazador»). De las ninfas aprendió a cuajar la leche (hacer quesos), a construir colmenas y asimismo a cultivar los olivos, y fue el primero en enseñar estas actividades a los hombres. En agradecimiento a la utilidad de estos descubrimientos, los hombres beneficiados honraron a Aristeo con cultos semejantes a los de los dioses, como habían hecho asimismo en el caso de Dioniso.
Apolonio ofrece más detalles. Dice que Apolo raptó a Cirene cuando esta pastoreaba cerca del río Peneo y, lejos de Hemonia, la confió a las ninfas locales que moraban en Libia junto a la cumbre Mirtosa («del mirto»). En el monte Mirtoso, cerca de Cirene, había un templo de Apolo del Mirto. Apolo llevó a su hijo, muy niño, para que se criara en la cueva de Quirón. Y una vez crecido, las divinas Musas le concertaron matrimonio y le enseñaron el arte de curar y la adivinación. Y lo hicieron guardián de sus rebaños, de cuantos pacían en la llanura Atamancia de Ptía y alrededor del escarpado Otris y del sagrado curso del río Apídano.

### Descendencia
Ya adulto, viajó en barco desde Libia a Beocia, donde fue iniciado por el centauro Quirón en misterios más profundos. En Beocia se casó con Autónoe, una hija de Cadmo, y fue padre del malhadado Acteón quien heredó, para su desgracia, la pasión familiar por la caza.  También fue padre de Macris, quien sería la niñera del pequeño Dioniso.  También dicen que Aristeo dejó descendientes en Ceos y después arribó a la isla de Cerdeña. En esa isla Aristeo engendró dos hijos, Carmo y Calicarpo.

### Vientos etesios
Tras la muerte de Acteón una profecía délfica aconsejó a Aristeo navegar hasta Ceos, donde recibiría grandes honores. Él así lo hizo, y encontró a los isleños siendo víctimas de una plaga bajo la influencia de Sirio. Para poder aliviar a los isleños de la plaga Aristeo pidió consejo a su padre, que le dijo que realizara sacrificios a Zeus y a Sirio para expiar la muerte de Icario, ya que los ceanos habían acogido a los asesinos. Cuando se hubo erigido un altar a Zeus y tales sacrificios se realizaron, este dios hizo soplar los vientos etesios durante cuarenta días a partir de que Sirio se elevase en cielo, con lo que cesó la plaga. Pero los ceanos continuaron realizando sacrificios ante Sirio cada vez que este se elevaba, únicamente para estar seguros.

### Las abejas de Aristeo
Los poetas latinos nos hablan de un episodio que involucra a Aristeo y Eurídice. Se dice que Aristeo, en su misión civilizadora, visitó Arcadia y se estableció durante una temporada en el valle de Tempe. Allí, mientras Aristeo perseguía a Eurídice, ésta fue mordida por una serpiente y murió. Pronto las abejas de Aristeo se pusieron enfermas y comenzaron a morir. Él, aconsejado por su madre Cirene, fue a visitar al profético Proteo para que este le revelase la solución. Orfeo, irritado y apenado por la muerte de Eurídice, había sido el culpable de la maldición. Encomiado, marchó a la fuente Aretusa y se le aconsejó establecer altares, sacrificar ganado y dejar ahí los cadáveres. Aristeo cumplió puntualmente el mandato de su madre: de las vísceras corrompidas de las víctimas salieron bullendo incontables nubes de abejas.

### Apoteosis
Finalmente, cuentan los mitos, se dirigió a Tracia para ver a Dioniso, participó en los misterios y, durante su estancia en compañía del dios, aprendió de él muchas cosas útiles. Tras habitar durante algún tiempo cerca del monte llamado Hemo, desapareció y recibió honores inmortales, no sólo de los bárbaros de la región, sino también de los griegos.